# Aimaken

Vereinfachte Darstellung der Siedlungsgebiete der größten ethnischen Gruppen Afghanistans

Die Aimaken (auch Aimaq geschrieben; von persisch ایماق aymāq) sind eine Konföderation von Nomadenstämmen unterschiedlicher Abstammung, die jedoch heute fast alle Persisch als Muttersprache sprechen und in der zentralen Region Afghanistans leben. Sie machen etwa 2 Prozent der Gesamtbevölkerung aus. Das Wort aymāq ist eine Entlehnung aus den benachbarten Turksprachen Zentralasiens (oymāq) und bedeutet „Sippe“ beziehungsweise „Stamm“ (vergleiche mongolisch Aimag).
In Afghanistan sind sie hauptsächlich unter Tschahār-Aymāq („Vier Aimaken“) bekannt. Die vier Hauptstämme sind:
- Aimāq-Hazāra (mongolischer Abstammung)
- Dschamschedī (iranischer Abstammung)
- Fīrūzkūhī (paschtunischer Abstammung)
- Taymanī (paschtunischer Abstammung)

Andere, kleinere Gruppen werden gelegentlich den vier großen Stämmen hinzugerechnet, darunter die Ḡalmanī, Malekī, Mīschmast, Sīāmūsā, Ṭāherī, Tīmūrī, Zūrī und weitere. 
Bei den Aimāq-Hazāra handelt es sich nicht um das Volk der Hazāra. Im Gegensatz zu den imamitischen Hazāra sind die Aimāq-Hazāra sunnitische Muslime und werden häufig zu den benachbarten Tadschiken gezählt.